# Onchocerca volvulus
Genre
Espèce
Onchocerca est un genre de nématodes (les nématodes sont un embranchement de vers non segmentés, recouverts d'une épaisse cuticule et mènant une vie libre ou parasitaire).
Onchocerca volvulus est une filaire responsable de l'onchocercose chez l'homme.